# شعيب الزيراوي
شعيب الزيراوي مقاوم مغربي من مواليد قبيلة أولاد بوزيري القريبة من مدينة سطات، وهو من قادة المقاومة الكبار الذين حاربوا المستعمر الفرنسي بمنطقة الوسطى خاصة بالدار البيضاء، وهو صاحب أول تفجير للمقاومة بالبيضاء والذي كان بالجميعة، وقد مات شهيدا بعد تعرضه لمحاولة اغتيال ناجحة قام بها أحمد الطويل في 25 يوليو 1956بالدار البيضاء.